# 侏穗鹛
侏穗鹛（学名：Dasycrotapha plateni），是繡眼鳥科侏穗鹛属的一种，過去曾歸類於画眉科穗鹛属，为菲律宾的特有种。

## 特徵
侏穗鹛的平均体重约为8.7克。栖息地包括亚热带或热带的湿润低地林和亚热带或热带严重退化的前森林。

## 保護現狀
该物种的保护状况被评为近危。